# Twelve Tales of Christmas
Twelve Tales of Christmas es un álbum temático navideño, el segundo álbum de estudio del cantautor británico de rock Tom Chaplin, publicado el 17 de noviembre de 2017 por Island Records. 
Es el segundo álbum solista de Chaplin, luego del lanzamiento de su primer álbum The Wave (álbum), y de sus cuatro álbumes de estudio como vocalista principal de Keane.

## Información
El 13 de octubre de 2017, Chaplin anunció que grabó su primer álbum navideño, y a su vez su segundo álbum solista, Twelve Tales of Christmas, que sería lanzado el 17 de noviembre de 2017, a su vez el primer single del álbum fue lanzado, titulado Under a Milion Lights.
El álbum consiste en ocho versiones originales y cuatro covers: "Walking in the Air" (escrita por Howard Blake), "2000 Miles" (escrita por The Pretenders), "River" (escrita por Joni Mitchell) and "Stay Another Day" (Escrita por East 17).